# Finale de la Coupe d'Europe des vainqueurs de coupe 1971-1972
La finale de la Coupe d'Europe des vainqueurs de coupe 1971-1972 est la 12e finale de la Coupe d'Europe des vainqueurs de coupe, organisée par l'UEFA. Ce match de football a lieu le 24 mai 1972 au Camp Nou de Barcelone, en Espagne.
Elle oppose l'équipe écossaise des Glasgow Rangers aux Soviétiques du Dynamo Moscou. Le match se termine par une victoire des Glaswégiens sur le score de 3 buts à 2, ce qui constitue leur premier sacre dans la compétition ainsi que leur premier titre européen.
Vainqueurs de la finale, les Glasgow Rangers sont à ce titre qualifiés pour la première édition, non officielle, de la Supercoupe d'Europe de 1972 contre l'Ajax Amsterdam, vainqueur de la finale de la Coupe des clubs champions européens.

## Parcours des finalistes
Note : dans les résultats ci-dessous, le score du finaliste est toujours donné en premier (D : domicile ; E : extérieur).
| Glasgow Rangers | Glasgow Rangers | Glasgow Rangers | Glasgow Rangers |                     | Dynamo Moscou            | Dynamo Moscou   | Dynamo Moscou | Dynamo Moscou | Dynamo Moscou |
| --------------- | --------------- | --------------- | --------------- | ------------------- | ------------------------ | --------------- | ------------- | ------------- | ------------- |
| Adversaire      | Total           | Aller           | Retour          | Tour                | Adversaire               | Total           | Aller         | Retour        |               |
| Stade rennais   | 2 - 1           | 1 - 1 (E)       | 1 - 0 (D)       | Seizièmes de finale | Olympiakos               | 3 - 2           | 2 - 0 (E)     | 1 - 2 (D)     |               |
| Sporting CP     | 6E - 6          | 3 - 2 (D)       | 3 - 4 ap (E)    | Huitièmes de finale | Eskişehirspor            | 2 - 0           | 1 - 0 (E)     | 1 - 0 (D)     |               |
| Torino Calcio   | 2 - 1           | 1 - 1 (E)       | 1 - 0 (D)       | Quarts de finale    | Étoile rouge de Belgrade | 3 - 2           | 2 - 1 (E)     | 1 - 1 (D)     |               |
| Bayern Munich   | 3 - 1           | 1 - 1 (E)       | 2 - 0 (D)       | Demi-finales        | Dynamo Berlin            | 2 - 2 4 - 1 tab | 1 - 1 (E)     | 1 - 1 ap (D)  |               |

## Match
| ·              |                    |  |
| Titulaires :   |                    |  |
|                |                    |  |
| 1              | Peter McCloy       |  |
| 2              | Sandy Jardine      |  |
| 3              | Willie Mathieson   |  |
| 4              | John Greig         |  |
| 5              | Derek Johnstone    |  |
| 6              | Dave Smith         |  |
| 7              | Tommy McLean       |  |
| 8              | Alfie Conn         |  |
| 9              | Colin Stein        |  |
| 10             | Alex MacDonald     |  |
| 11             | Willie Johnston    |  |
|                |                    |  |
| Remplaçants :  |                    |  |
| 13             | Gerhardt Neef (en) |  |
| 12             | Andy Penman (en)   |  |
| 15             | Jim Denny (en)     |  |
| 14             | Derek Parlane}     |  |
|                |                    |  |
| Entraîneur :   |                    |  |
| Willie Waddell |                    |  |

| ·                 |                           |     |
| Titulaires :      |                           |     |
|                   |                           |     |
| 1                 | Vladimir Pilguy           |     |
| 2                 | Vladimir Basalayev (en)   |     |
| 3                 | Oleg Dolmatov             |     |
| 4                 | Valeri Zikov              |     |
| 5                 | Vladimir Dolbonosov (en)  | 69e |
| 6                 | Ievgueni Joukov (en)      |     |
| 7                 | Anatoli Baïdatchny        |     |
| 8                 | Andreï Yakubik            | 56e |
| 9                 | József Szabó              |     |
| 10                | Aleksandr Makhovikov      |     |
| 11                | Guennadi Ievrioujikine    |     |
|                   |                           |     |
| Remplaçants :     |                           |     |
|                   | Nikolai Gontar (en)       |     |
| 12                | Sergueï Nikouline         |     |
| 13                | Vladimir Eshtrekov (en)   | 56e |
| 14                | Mikhaïl Gerchkovitch (en) | 69e |
| 15                | Anatoli Kozhemyakin (en)  |     |
| 16                | Vladimir Kozlov           |     |
|                   |                           |     |
| Entraîneur :      |                           |     |
| Konstantin Beskov |                           |     |

| ·              |                    |  |
| Titulaires :   |                    |  |
|                |                    |  |
| 1              | Peter McCloy       |  |
| 2              | Sandy Jardine      |  |
| 3              | Willie Mathieson   |  |
| 4              | John Greig         |  |
| 5              | Derek Johnstone    |  |
| 6              | Dave Smith         |  |
| 7              | Tommy McLean       |  |
| 8              | Alfie Conn         |  |
| 9              | Colin Stein        |  |
| 10             | Alex MacDonald     |  |
| 11             | Willie Johnston    |  |
|                |                    |  |
| Remplaçants :  |                    |  |
| 13             | Gerhardt Neef (en) |  |
| 12             | Andy Penman (en)   |  |
| 15             | Jim Denny (en)     |  |
| 14             | Derek Parlane}     |  |
|                |                    |  |
| Entraîneur :   |                    |  |
| Willie Waddell |                    |  |

| ·                 |                           |     |
| Titulaires :      |                           |     |
|                   |                           |     |
| 1                 | Vladimir Pilguy           |     |
| 2                 | Vladimir Basalayev (en)   |     |
| 3                 | Oleg Dolmatov             |     |
| 4                 | Valeri Zikov              |     |
| 5                 | Vladimir Dolbonosov (en)  | 69e |
| 6                 | Ievgueni Joukov (en)      |     |
| 7                 | Anatoli Baïdatchny        |     |
| 8                 | Andreï Yakubik            | 56e |
| 9                 | József Szabó              |     |
| 10                | Aleksandr Makhovikov      |     |
| 11                | Guennadi Ievrioujikine    |     |
|                   |                           |     |
| Remplaçants :     |                           |     |
|                   | Nikolai Gontar (en)       |     |
| 12                | Sergueï Nikouline         |     |
| 13                | Vladimir Eshtrekov (en)   | 56e |
| 14                | Mikhaïl Gerchkovitch (en) | 69e |
| 15                | Anatoli Kozhemyakin (en)  |     |
| 16                | Vladimir Kozlov           |     |
|                   |                           |     |
| Entraîneur :      |                           |     |
| Konstantin Beskov |                           |     |